# Adam Carl Vilhelm Knuth

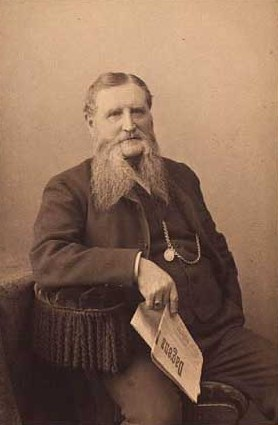
Adam Carl Vilhelm Knuth

Lehnsgraf Adam Carl Vilhelm Knuth-Christiansdal (* 19. Februar 1821 auf Gut Lilliendal; † 3. Mai 1897 ebenda) war ein dänischer Kammerherr und Hofjägermeister.
Adam Carl Vilhelm Knuth entstammte dem Uradelsgeschlecht Knuth. Sein Vater war Christian Frederik Knuth, seine Mutter war dessen Gattin Louise Charlotte Knuth, geborene von Buchwaldt.
Am 20. Mai 1851 heiratete Knuth die Baronesse Wilhelmine Alexandra Eugenie Catharine Jenny von Buttlar (* 11. August 1825; † 20. März 1884). Der Ehe entsprangen die Tochter Louise Siegfriede (* 21. März 1853; † 18. November 1928) sowie der Sohn Christopher Adam Valdemar (* 3. Juli 1855; † 12. Januar 1942), der ebenso wie sein Vater Kammerherr und Hofjägermeister wurde.